# Giuliano Bugiardini

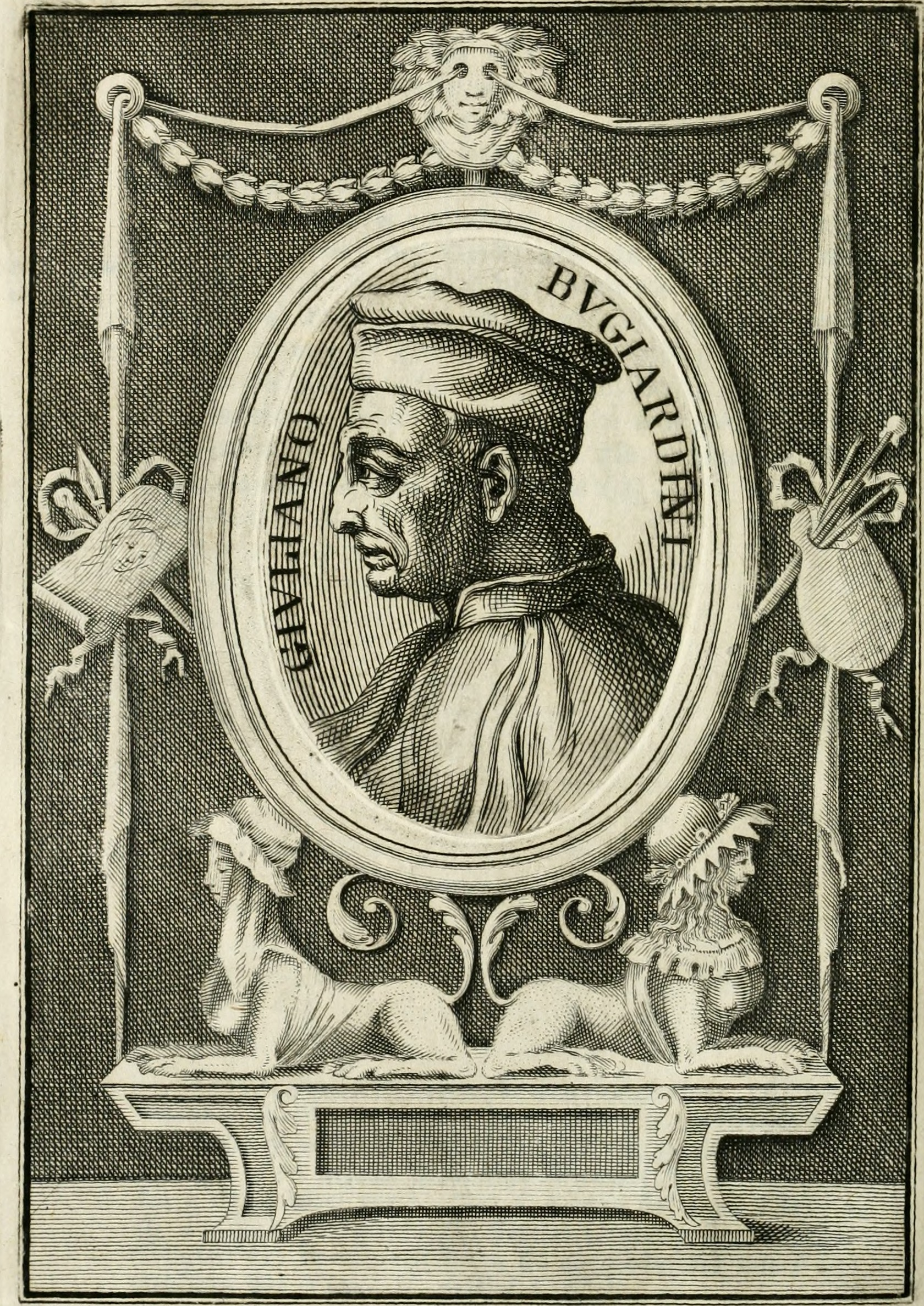
Giuliano Bugiardini (Phantasieportrait von 1791)

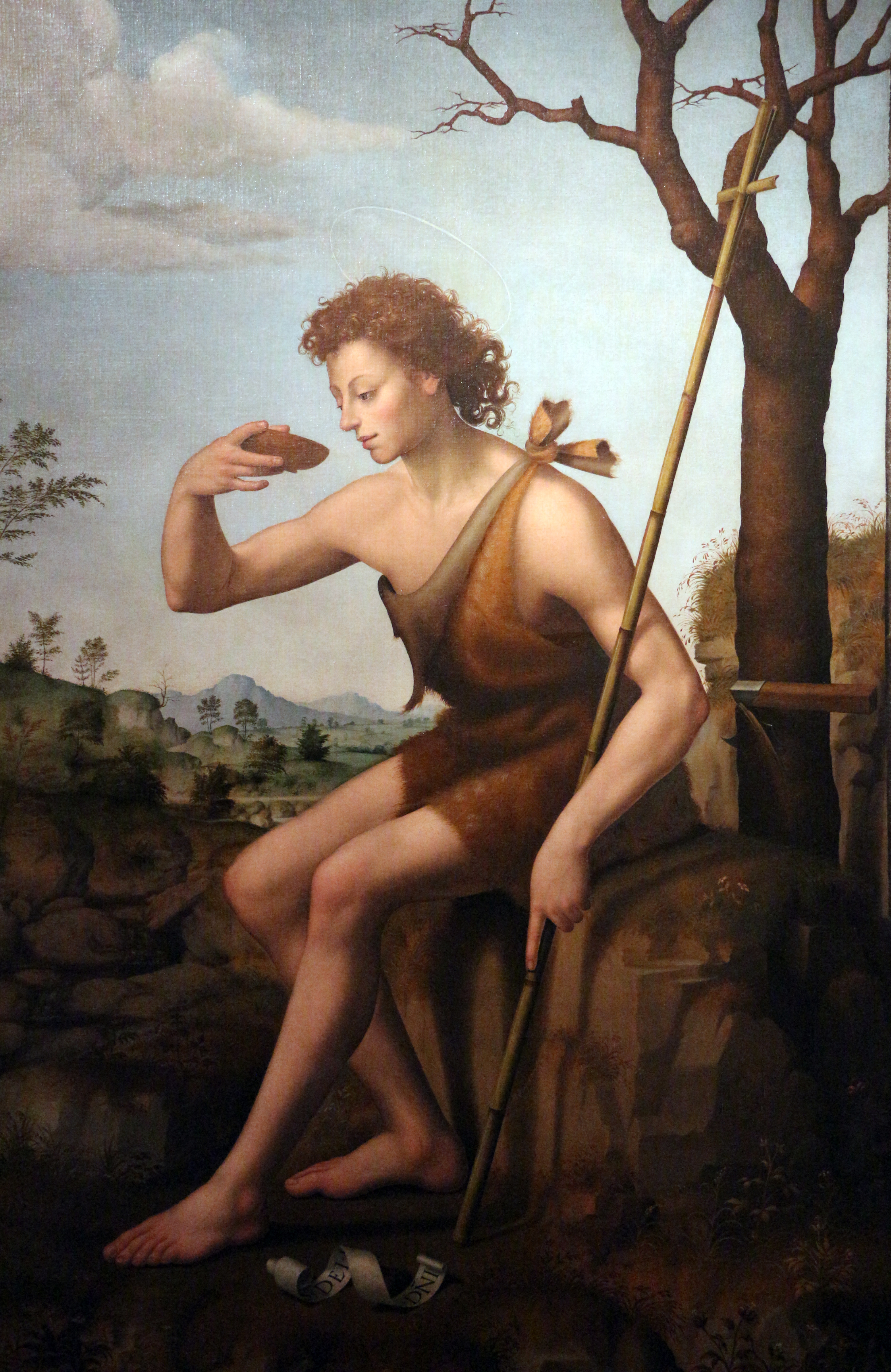
Giuliano Bugiardini: Johannes der Täufer in der Wüste (1523–1525)

Giuliano Bugiardini (* 29. Januar 1476 in Florenz; † 17. Februar 1555 ebenda) war ein italienischer Maler der Renaissance.

## Leben und Wirken
In Florenz hatte der Bankier Lorenzo il Magnifico auf dem Gelände eines ehemaligen Gartens, zwischen dem Palazzo Casino Mediceo di San Marco und dem Palazzo Socci gelegen, die erste europäische Kunstschule, Accademia dei Giardini Medicei di San Marco (kurz: Giardino di San Marco) etabliert. Giuliano Bugiardini wurde aufgenommen und von zwei Malern unterrichtet; zuerst von Domenico Ghirlandaio und darauf von Piero di Cosimo. Auf der Accademia befreundete er sich mit Michelangelo und wurde einer seiner Anhänger. Bugiardini arbeitete lange Zeit mit Mariotto Albertinelli und Fra Bartolommeo zusammen. Aber während sich zum Beispiel Raffael und Andrea del Sarto zunächst an Fra Bartolommeo orientierten, zog es Giuliano Bugiardini später zu seinem Freund Michelangelo hin. Er assistierte diesem bei der Ausmalung des Deckengewölbes der Sixtinischen Kapelle (1508–1512). Michelangelo überließ ihm Zeichnungen als Vorlagen für seine Gemälde.

## Werke (Auswahl)
- Bologna, Pinacoteca Nazionale di Bologna, Johannes der Täufer in der Wüste (1523–1525)
- Turin, Galleria Sabauda (Madonna mit Kind und Johannes dem Täufer (um 1524))
- Florenz, Uffizien, Madonna della Palma (1520)
- Florenz, Casa Buonarroti, Porträt Michelangelos mit einem Turban (1522)
- Florenz, Santa Maria Novella (Martyrium der Hl. Katharina von Alexandrien (um 1535))
- Wien, Liechtenstein Museum, Porträt einer jungen Frau (um 1525)
- Sankt Petersburg, Eremitage, Madonna

unsichere Zuschreibungen
- Das Porträt einer Frau (um 1508) – 1819 von Ferdinand III. erworben, jetzt in den Uffizien – wurde früher Leonardo da Vinci zugeschrieben. Auch heute ist die Zuordnung umstritten. Manche nennen Mariotto Albertinelli oder auch Ridolfo Ghirlandaio als Maler des Bildes.
- Mit dem Porträt einer jungen Frau – um 1520 entstanden, heute im Lissaboner Museu Calouste Gulbenkian – ist es ähnlich. Mitunter wird das Gemälde – Details an der Gestaltung der Gewandung lassen den Einfluss von Raffaels La velata (1516) vermuten – Giulio Romano zugeschrieben.